# Anne-Wil Lucas
Antoinette Wilhelmina (Anne-Wil) Lucas-Smeerdijk (Warnsveld, 10 januari 1975) is een Nederlands voormalig politicus. Sinds 1 november 2022 is zij manager innoveren en internationaliseren van de Noordelijke Ontwikkelingsmaatschappij (NOM). Namens de VVD was zij van 17 juni 2010 tot 7 september 2016 Tweede Kamerlid.

## Maatschappelijke carrière
Lucas ging naar het Isendoorn College in Warnsveld en studeerde Planologie aan de Landbouwuniversiteit Wageningen. Na haar studie was zij werkzaam als belangenbehartiger en adviseur voor bestuur en directie van Vereniging Natuurmonumenten. Van 2003 tot 2006 werkte als beleidsmedewerker bij de VVD-fractie van de Provinciale Staten Friesland. In 2006 koos Lucas voor het bedrijfsleven en werkte tot 2010 voor ingenieursbureau Oranjewoud als senior adviseur ruimtelijke ontwikkeling.

## Politieke loopbaan
Tijdens haar studie planologie kwam Lucas in aanraking met de politiek, eerst als lid en daarna als voorzitter van de landbouwcommissie van de liberale jongerenorganisatie JOVD. Zij werkte als beleidsmedewerker voor de VVD-Statenfractie in Friesland en was commissielid voor de VVD Opsterland.
Bij de Tweede Kamerverkiezingen van 2010 stond Lucas op plaats 29 van de kandidatenlijst van de VVD, wat voldoende was om gekozen te worden. Bij de Tweede Kamerverkiezingen van 2012 werd zij herkozen, nu vanaf plaats 28 van de kandidatenlijst. In de Tweede Kamer hield zij zich bezig met wetenschap, economische zaken en innovatie. Tijdens haar Kamerlidmaatschap zorgde zij onder meer voor betere studievoorlichting door een verplichte studiebijsluiter, pleitte zij voor technieklessen in het basisonderwijs en presenteerde zij een reeks maatregelen voor een aantrekkelijker ondernemersklimaat voor start-ups.

## Carrière na de politiek
Op 6 september 2016 verliet Lucas de Tweede Kamer om voor Startup Delta te gaan werken als programmamanager talent, kennis en vaardigheden. Tot 2020 exploiteerde zij met haar man horecagelegenheid De Slotplaats bij Bakkeveen. Op 1 november 2018 werd ze kwartiermaker van Kennispark Twente. Later werd zij daar gebiedsdirecteur. Met ingang van 1 november 2022 verliet zij Kennispark Twente en werd zij manager innoveren en internationaliseren van de Noordelijke Ontwikkelingsmaatschappij (NOM).

## Persoonlijk
Lucas is gehuwd en heeft twee kinderen.
- Parlement.com: vier1aauzpzy